# Ayer fue Kumbia Kings, hoy es Kumbia All Starz
Ayer Fue Kumbia Kings, Hoy Es Kumbia All Starz es el álbum de estudio debut del grupo de cumbia mexicano-estadounidense A.B. Quintanilla y Los Kumbia All Starz y el quinto álbum de estudio del músico mexicano-estadounidense A.B. Quintanilla. Fue lanzado el 3 de octubre de 2006 por EMI Televisa Music. Una edición fan fue lanzado el 2 de octubre de 2007. Tiene todas las canciones de la edición estándar, dos más canciones y tres videos musicales.

## Lista de canciones
| Edición estándar |                                                |                                                                          |          |  |
| N.º              | Título                                         | Escritor(es)                                                             | Duración |  |
| 1.               | «Intro»                                        |                                                                          | 0:11     |  |
| 2.               | «Mami»                                         | A.B. Quintanilla III, Luigi Giraldo, Eliseo Diosdado, Ricardo Ruiz Pérez | 3:48     |  |
| 3.               | «Anoche No Dormí»                              | Howard Greenfield, Neil Sedaka                                           | 3:32     |  |
| 4.               | «Un Minuto Más»                                | A.B. Quintanilla III, Luigi Giraldo                                      | 3:34     |  |
| 5.               | «Dijiste»                                      | A.B. Quintanilla III, Luigi Giraldo                                      | 3:28     |  |
| 6.               | «Chiquilla»                                    | A.B. Quintanilla III, Luigi Giraldo                                      | 3:30     |  |
| 7.               | «Aquí»                                         | Roque MD (Morales Diosdado)                                              | 3:38     |  |
| 8.               | «Parece Que Va a Llover»                       | Antonio Matas                                                            | 3:59     |  |
| 9.               | «Que Te Amo»                                   | Roque MD (Morales Diosdado)                                              | 3:38     |  |
| 10.              | «Fan Número Uno»                               | A.B. Quintanilla III, Luigi Giraldo                                      | 4:13     |  |
| 11.              | «Speedy Gonzales»                              | David Hess, Buddy Kaye, Ethel Lee                                        | 3:24     |  |
| 12.              | «Chiquilla (Sergio George Salsa Remix)»        | A.B. Quintanilla III, Luigi Giraldo                                      | 3:59     |  |
| 13.              | «Chiquilla (SP & JKEY Bachata Remix)»          | A.B. Quintanilla III, Luigi Giraldo                                      | 3:08     |  |
| 14.              | «Chiquilla (Marcello Azevedo Portugués Remix)» | A.B. Quintanilla III, Luigi Giraldo                                      | 3:22     |  |

| Edición fan |                                   | |          |  |
| N.º         | Título                            | Escritor(es)                                                                                             | Duración |  |
| 1.          | «Intro»                           | | 0:11     |  |
| 2.          | «Mami»                            | A.B. Quintanilla III, Luigi Giraldo, Eliseo Diosdado, Ricardo Ruiz Pérez                                 | 3:48     |  |
| 3.          | «Anoche No Dormí»                 | Howard Greenfield, Neil Sedaka                                                                           | 3:32     |  |
| 4.          | «Un Minuto Más»                   | A.B. Quintanilla III, Luigi Giraldo                                                                      | 3:34     |  |
| 5.          | «Dijiste»                         | A.B. Quintanilla III, Luigi Giraldo                                                                      | 3:28     |  |
| 6.          | «Chiquilla»                       | A.B. Quintanilla III, Luigi Giraldo                                                                      | 3:30     |  |
| 7.          | «Aquí»                            | Roque MD (Morales Diosdado)                                                                              | 3:38     |  |
| 8.          | «Parece Que Va a Llover»          | Antonio Matas                                                                                            | 3:59     |  |
| 9.          | «Que Te Amo»                      | Roque MD (Morales Diosdado)                                                                              | 3:38     |  |
| 10.         | «Fan Número Uno»                  | A.B. Quintanilla III, Luigi Giraldo                                                                      | 4:13     |  |
| 11.         | «Speedy Gonzales»                 | David Hess, Buddy Kaye, Ethel Lee                                                                        | 3:24     |  |
| 12.         | «Chiquilla (Versión Salsa)»       | A.B. Quintanilla III, Luigi Giraldo                                                                      | 3:59     |  |
| 13.         | «Chiquilla (Versión Bachata)»     | A.B. Quintanilla III, Luigi Giraldo                                                                      | 3:08     |  |
| 14.         | «Chiquilla (Versión Portugués)»   | A.B. Quintanilla III, Luigi Giraldo                                                                      | 3:22     |  |
| 15.         | «Mamacita Dónde Está Santa Claus» | Rod Parker, Al Grenier                                                                                   | 3:22     |  |
| 16.         | «Mami/Anoche No Dormí»            | A.B. Quintanilla III, Luigi Giraldo, Eliseo Diosdado, Ricardo Ruiz Pérez, Howard Greenfield, Neil Sedaka | 3:44     |  |

| Videos musicales de la edición fan |                          |                                     |          |  |
| N.º                                | Título                   | Escritor(es)                        | Duración |  |
| 1.                                 | «Chiquilla»              | A.B. Quintanilla III, Luigi Giraldo | 3:22     |  |
| 2.                                 | «Parece Que Va a Llover» | Antonio Matas                       | 3:59     |  |
| 3.                                 | «Speedy Gonzales»        | David Hess, Buddy Kaye, Ethel Lee   | 3:24     |  |

## Posicionamiento en las listas
| Lista (2006)                  | Máxima posición |
| ----------------------------- | --------------- |
| US Billboard 200              | 68              |
| US Billboard Top Latin Albums | 2               |
| US Billboard Latin Pop Albums | 1               |

### Sucesión y posicionamiento
| Predecesor: Trozos de mi alma, vol. 2 de Marco Antonio Solís | US Billboard Latin Pop Albums — Álbum N°. 1 11 de noviembre de 2006 - 24 de noviembre de 2006 | Sucesor: MTV Unplugged de Ricky Martin |